# У кільці смерті
У кільці смерті (англ. Death Ring) — американський бойовик.

## Сюжет
Легкоатлет Метт Коллінз виграє змагання на виживання і приваблює тим самим увагу мільйонера Дантона Ваша. Ваш на своєму острові влаштовує полювання на людей. Цього року як «дичину» він вибрав Коллінза і викрав його. Втекти з острова не можливо, і щоб залишитися в живих, Коллінз повинен перехитрити п'ятьох навчених, кровожерливих мисливців, що йдуть його слідами.

## У ролях
- Майк Норріс — Метт Коллінз
- Біллі Драго — Дантон Ваш
- Чед МакКуін — «Скайлорд» Гарріс
- Дон Свейзі — Джон Блеквелл
- Елізабет Санг — міс Лін
- Ізабель Глессер — Лорен Седлер
- Бренском Річмонд — містер Кросс
- Келлі Беннетт — Мерлін
- Віктор Кінтеро — Айсман
- Джордж Чунг — містер Чен
- Генрі Кінгі — Апач
- Донеган Сміт — Темпл
- Теммі Стоунс — Сінді Маклін
- Джуді Петерсон — Спарроу, офіціантка
- Форбс Райлі — Джоан Томлін, диктор
- Карл Кіарфаліо — Пакс, хуліган у барі
- Джоель Стоффер — Орін, бандит
- Рон Говард Джордж — Кроулі, бандит
- Вінсент Лучезі — Енді
- Лана Шилдс — Ліза, тату-салон
- Леслі Джин Де Бюва — Діана, тату-салон
- Рон Томпсон — Ніделс
- Денніс Ліпском — Джессап
- Мелані Елам — жінка охоронець 1, Бембі
- Терін Суоллоу — жінка охоронець 2, Тампер